# Via Egnatia

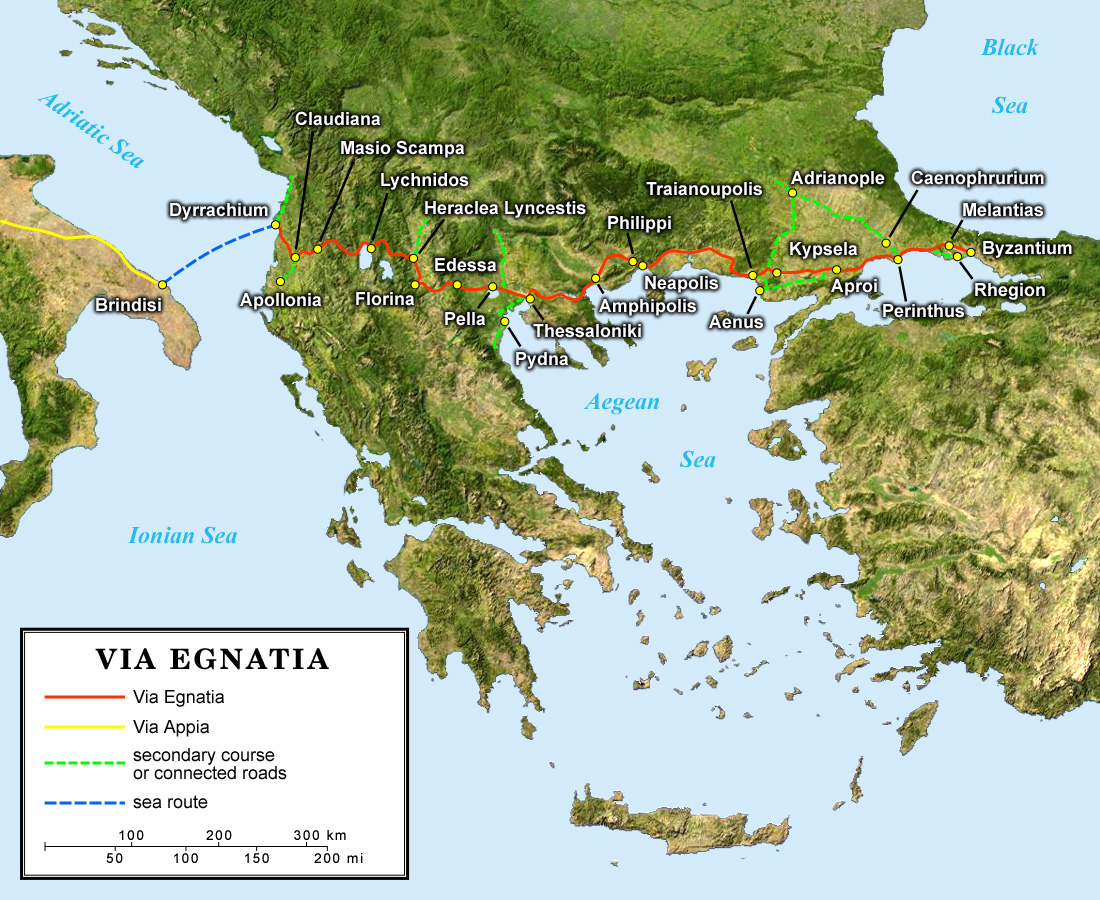
Via Egnatia

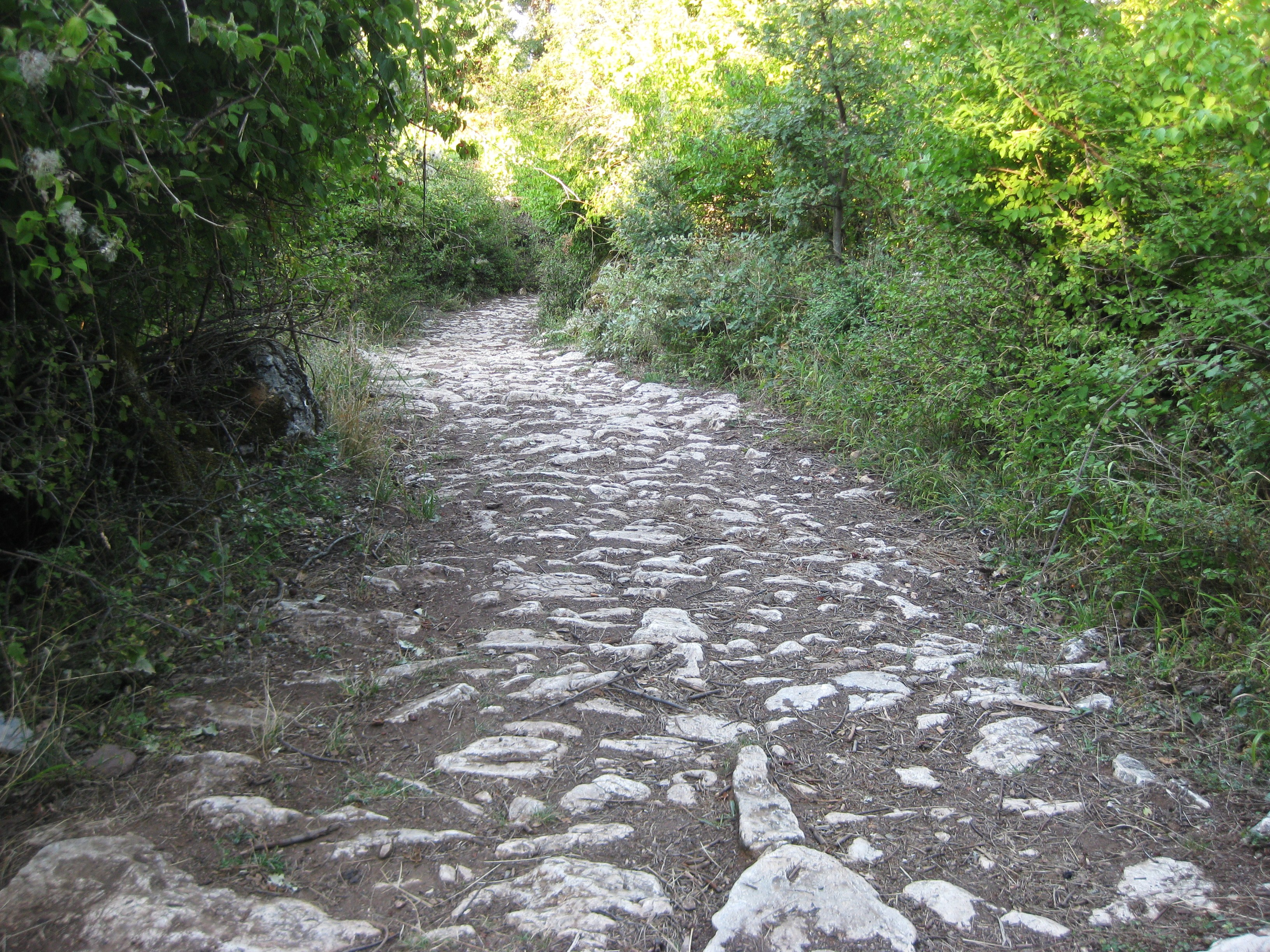
De Via Egnatia in Macedonië

Via Egnatia (Grieks: Εγνατία Οδός, Egnatia Odos) was een Romeinse weg die rond het jaar 146 v.Chr. is aangelegd. Hij was genoemd naar de proconsul van Macedonia, Gaius Egnatius, die de opdracht tot het aanleggen gegeven had. De weg liep door de provincies Illyrië, Macedonia en Thracia. Dat komt overeen met de huidige landen Albanië, Griekenland, Noord-Macedonië, Bulgarije en Turkije. De weg verbond de Romeinse kolonies aan de oostkust van de Adriatische Zee met die aan de andere kant van de Balkan, tot in Byzantium. 
De Via Egnatia werd door de eeuwen heen vele malen hersteld en uitgebreid. De weg bleef dan ook eeuwenlang een belangrijke handelsweg en was van groot strategisch belang voor het Byzantijnse Rijk. Bijna alle handel met West-Europa die over land werd bedreven, ging langs deze weg die vertrok in Dyrrhachium en die stad verbond met Thessaloniki, Adrianopel en uiteindelijk Constantinopel aan de Bosporus. 
Ten tijde van de kruistochten volgden vele legers deze weg naar Constantinopel, voordat ze Anatolië binnentrokken. Na de Vierde Kruistocht, toen het Byzantijnse Rijk opgesplitst werd, was de Via Egnatia van vitaal belang voor het Latijnse Rijk. Ook de andere Byzantijnse afsplitsingen, zoals het Keizerrijk Nicea en het Despotaat Epirus, hadden de weg hard nodig voor militaire en economische redenen.

## Hedendaagse ontsluitingen

### Snelweg
In 2009 is de 670 kilometer lange snelweg Egnatia Odos geopend, die het westen en oosten van Griekenland met elkaar verbindt. Een deel van deze snelweg, ongeveer 360 km van de Evros naar Thessaloniki, loopt parallel aan de Via Egnatia. 

### Wandel- en fietspad
In 2007 is de Via Egnatia Foundation (VEF) in het leven geroepen. Deze internationale vereniging beoogt de circa 1120 kilometer lange Via Egnatia voor recreanten als wandelaars en fietsers te ontsluiten en zo kennis van de historie rondom deze weg, dat van Albanië via Macedonië en Griekenland tot in het Tracische Turkije loopt, te verspreiden en mensen kennis te laten maken met de verschillende culturen van de regio's waar de weg doorheen loopt. Grote delen van het pad zijn beschreven in twee publicaties van het VEF. Het deel waar de Via Egnatia de Turkse grensplaats Ipsala Turkije binnenkomt, via de Marmararegio naar Tekirdağ en dan via de kust naar Istanbul loopt, correspondeert met de Ottomaanse Sol Kol route en beslaat circa 260 km. Hoewel het werk van de VEF anno 2023 voor de ontsluiting van dit traject nog in ontwikkeling is, is het pad reeds een populaire route onder recreanten. 